# Asediul Belgradului (1521)
Asediul Belgradului a avut loc în perioada 25 iulie - 29 august 1521. Sultanul Soliman I a asediat cetatea maghiară Belgrad. Zidurile fortăreței au fost supuse unui bombardament greu ce a durat șapte zile. Ulterior, orașul a fost atacat și cucerit fără mare dificultate și cu pierderi mici de soldați. Belgradul a devenit o importantă bază militară pentru mai multe operațiuni militare otomane în Europa și scaunul Pașalâcului Belgradului. În timpul dominației otomane Belgradul a devenit unul dintre cele mai mari orașe ale Europei. Cucerirea sa, în cele din urmă, a dus la Bătălia de la Mohács (1526) și la cucerirea unei mari părți a Regatului Ungariei de către otomani.